# Петар Божович
Петар Божович (нар. 22 травня 1946, Земун, Белград, НР Сербія, ФНРЮ) — сербський актор.

## Вибіркова фільмографія
- Небачене диво (1984).
- Три літніх дні (1997).
- «Медовий місяць» (2009).

| Прапор Сербії | Це незавершена стаття про Сербію. Ви можете допомогти проєкту, виправивши або дописавши її. |

| Актор | Це незавершена стаття про актора. Ви можете допомогти проєкту, виправивши або дописавши її. |

1. ↑  Шведська база даних фільмів — Svenska Filminstitutet.